# Strattanville
Strattanville är en kommun av typen borough i Clarion County i Pennsylvania. Vid 2010 års folkräkning hade Strattanville 550 invånare.